# Pietro Nolasco Perra
Pietro Nolasco Perra (Gergei, 1574 – Valencia, 15 giugno 1606) è stato un prete italiano, suddito del regno di Sardegna, naturalizzato valenziano. 
Venerato come beato dall'Ordine mercedario, il suo culto sopravvive in Sardegna, e in particolar modo a Gergei, suo paese natale, dove viene chiamato Sant'Impera, e in Spagna.

## Biografia
La prima data certa della vita di Perra è il 15 febbraio 1574, quando venne battezzato a Gergei. Nacque in una famiglia di umili condizioni, in cui entrambi i genitori erano semplici contadini. Iscrittosi nella scuola laica di Bonaria di Cagliari, il 14 febbraio del 1598 entrò nell'ordine mercedario, e l'anno successivo partì verso la Spagna per studiare a Valencia. Durante il viaggio, avrebbe avuto in apparizione dei demoni che lo tormentavano: è in questa occasione che, dopo la preghiera per liberarlo da questi esseri, gli sarebbe apparso Gesù.
Nel 1603 venne ordinato sacerdote. Ammirato dai suoi superiori e dai laici per la sua innata vocazione, divenne padre spirituale di numerose famiglie nobili di Valencia. Il giovane sacerdote si curò spesso degli ammalati terminali, molti dei quali avrebbero ottenuto la guarigione per mezzo delle sue preghiere.
Morì nel convento mercedario di San Domenico in Valencia il 15 giugno del 1606. Secondo il suo biografo De Guimeran, molte persone sarebbero guarite venendo in contatto con le sue reliquie. A causa di questo una folla immensa rese omaggio al padre durante l'esposizione della sua salma, cercando di prendere qualche reliquia o toccando il defunto per averne vantaggio. Venne sepolto nel convento dei Mercedari di Valencia. 

## Culto
Dopo due anni dalla morte l'arcivescovo di Cagliari Francisco Desquivel cominciò a far raccogliere informazioni per poter avviare il processo di beatificazione: da questi dati si evince che anche nel suo paese natale, al contatto di oggetti a lui appartenuti, vi sarebbero state numerose e miracolose guarigioni. Venne così avviato il processo di beatificazione.
Nel 1652 venne inviata a Valencia una delegazione per ottenere alcune reliquie di "santu Impera": vengono così portati nell'isola frammenti delle sue vesti ed un braccio. Contemporaneamente si comincia a costruire una chiesa nel suo paese natale, in modo che, appena Pietro Nolasco Perra fosse stato dichiarato Santo, si potessero venerare pubblicamente in un luogo adatto il santo e le sue reliquie. Tuttavia all'inizio del XVIII secolo il processo di beatificazione si arenò a causa della misteriosa scomparsa del fascicolo, e per motivi burocratici non viene ripreso.
Attualmente si sta procedendo alla ricerca di quel fascicolo, anche perché il mondo cattolico sardo, guidato dal Vescovo Antioco Piseddu, chiede la riapertura del processo.
Secondo alcune fonti attualmente è solo servo di Dio e Venerabile, ma viene ricordato dall'Ordine mercedario come beato, e lo festeggia il 15 giugno.